# Aqcha
Aqcha (dari: آقچه) er en by i det nordlige Afghanistan med et indbyggertal på cirka 29.380 (2022) indbyggere. Byen ligger tæt på grænsen til nabolandet Turkmenistan og er beliggende i provinsen Jowzjan.